# 康特拉琴柯旧居
康特拉琴柯旧居，位于辽宁省大连市旅顺口区光荣街道宁波街47号，原为沙俄旅顺陆军城防司令羅曼·康德拉琴科旧居，现为解放军部队家属楼，已列为辽宁省文物保护单位。

## 历史
此处建于1903年，原为沙俄旅顺陆军城防司令康特拉琴科旧居，后为日本关东军司令长官住宅。1935年，满洲国皇帝溥仪曾来此暂住。1945年由苏军接管，1955年移交中国。

## 建筑
康特拉琴科旧居为俄式二层建筑。坐北朝南，占地面积240平方米，建筑面积600平方米。

## 保护
2014年10月，康特拉琴柯旧居公布为第九批辽宁省文物保护单位，编号9-172。